# Payudan Karangsokon
Payudan Karangsokon is een bestuurslaag in het regentschap Sumenep van de provincie Oost-Java, Indonesië. Payudan Karangsokon telt 2268 inwoners (volkstelling 2010).